# Weizmann Schiri

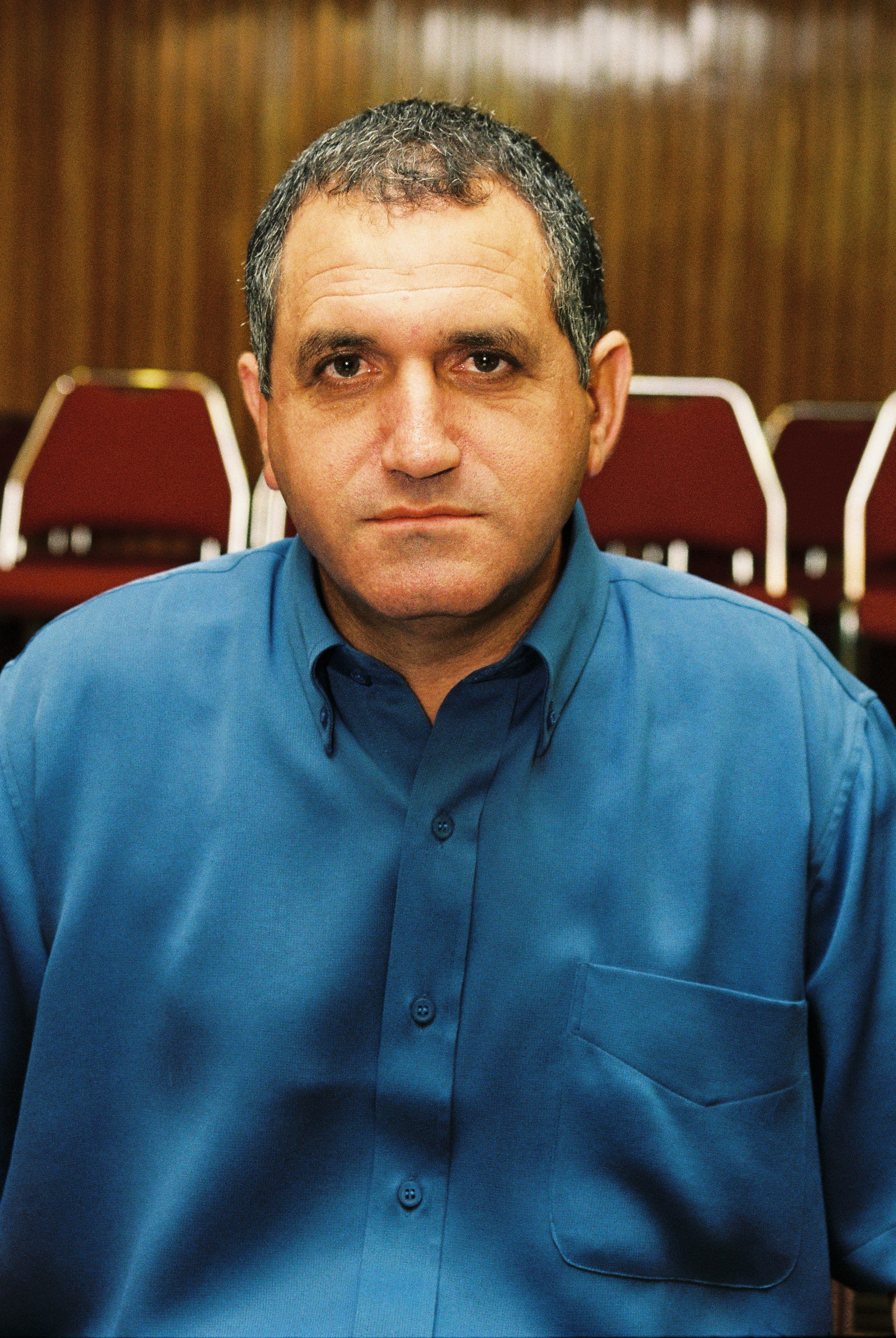
Weizmann Schiry

Weizmann Schiri (hebräisch ויצמן שירי‎, * 5. Februar 1956 in Beʾer Scheva, Israel) ist ein ehemaliger israelischer Politiker. Er wurde nach Chaim Weizmann benannt.

## Leben
Schiris Eltern wanderten in einer sogenannten Alija aus dem Irak nach Israel ein, wo er schließlich 1956 geboren wurde. Er diente in der Chermesch-Einheit der Israelischen Streitkräfte. Schiri war außerdem Geschäftsführer einer Saftfabrik, die einen Umsatz von 5 Millionen erbrachte. Seit Juni 2009 lebt er mit seiner Frau Riki und seinen drei Kindern in Azorei Chen im Norden von Tel Aviv.

## Politiker
Schiri begann 1984, sich politisch zu engagieren, und trat in die Partei der Arbeit, die Avoda, ein. Zunächst war er nur auf kommunaler Ebene politisch aktiv, ließ sich aber 1996 als Kandidat für die Knessetwahlen aufstellen, wo er jedoch noch keinen Sitz errang. Schiri wurde 1999 zum ersten Mal als Abgeordneter der Avoda in die Knesset gewählt.
Er war in der 15. Legislaturperiode bzw. im 29. Regierungskabinett vom 12. August bis zum 2. November 2002 stellvertretender Verteidigungsminister. Im April 2009 wurde er zum Generalsekretär der Avoda gewählt.